# João Gabriel Vasconcellos
João Gabriel Vasconcellos (ur. 31 lipca 1988 r. w Rio de Janeiro, w stanie Rio de Janeiro) – brazylijski aktor telewizyjny i filmowy, model.

## Życiorys

### Wczesne lata
Był dobrym pływakiem. W wieku osiemnastu lat przeniósł się do Mediolanu i rozpoczął pracę jako model. Studiował w Artes Casa de Orange (CAL). Brał udział w warsztatach aktorskich prowadzonych przez Rede Globo i studiował na wydziale teatralnym na Universidad Federal de Río de Janeiro (UNIRIO) 

### Kariera
Mając 22 lata, podczas studiów, został zaangażowany przez reżysera Aluisio Abranches do filmu Od początku do końca (Do Começo ao Fim, 2009) u boku Fábio Assunção i Rafaela Cardoso. 
W 2009 r. zadebiutował na scenie w Romeo i Julii Williama Szekspira w reżyserii Joao Fonseca i wystąpił w Exercício n2: Formas Breves (reż. Bia Lessa). Rok później zagrał w spektaklu Alvodoamor (reż. Viniciusa Arneiro i João Fonseca), w hołdzie pracy filmowej Pedro Almodóvara, a także R&J de Shakespeare - Juventude Interrompida (2011) i Covil da Beleza (2012).
W 2011 r. związał się z aktorką i modelką Tammy Di Calafiori.

## Filmografia

### TV
- 2010: Vai e Vem
- 2011: Os Figuras jako Lucas
- 2012: Dilemas de Irene jako Dr Shorn
- 2013: Se Eu Fosse Você - A Série jako Marquinhos
- 2013: Chiquititas jako Armando
- 2013: Biznes (O Negócio) jako Augusto
- 2014: Biznes (O Negócio - 2ª temporada) jako Augusto

### filmy fabularne
- 2009: Od początku do końca (Do Começo ao Fim) jako Francisco (w wieku dorosłym)
- 2011: Wulgarne godziny (As Horas Vulgares) jako Lauro
- 2012: O Duelo jako Tenente Mário